# Bivogn (sporvogn)
 For alternative betydninger, se Bivogn. (Se også artikler, som begynder med Bivogn)
En bivogn betegner inden for sporvejsdrift en ikke-motoriseret sporvogn, der tilkobles en motorvogn. Bivogne finder efter fremkomsten af ledvognen stadigt ringere anvendelse.
Kørsel med én bivogn var almindeligst i daglig drift, men undertiden indsattes ved større passagertilstrømning vogntog med flere bivogne. Til sommerhalvåret anvendtes i flere byer åbne bivogne.